# غواصة يو-73
يو-73 هي غواصة تابعة للإمبراطورية الألمانية خدمت مع 329 غواصة في البحرية الإمبراطورية الألمانية أغواصة يو-73 كانت غواصة ألمانية من طراز "يو-بوت" (U-Boat) خدمت خلال الحرب العالمية الثانية. كانت جزءاً من أسطول الغواصات الألماني التي قامت بأداء مهامها في المحيط الأطلسي، وكان هدفها الرئيس هو مهاجمة السفن التجارية والقوافل البحرية الحليفة بهدف قطع خطوط الإمداد.
المواصفات:
- الطراز: يو-73 كانت من طراز "Type VIIC"، الذي كان من أكثر الطرز شهرة في أسطول الغواصات الألمانية.
- الطول: حوالي 67.1 متر.
- الوزن: حوالي 769 طنًا على السطح، و 871 طنًا عندما كانت تحت الماء.
- السرعة: حوالي 17.7 عقدة (حوالي 32.8 كم/ساعة) على السطح، وحوالي 7.6 عقدة (حوالي 14 كم/ساعة) تحت الماء.
- الطاقم: عادةً ما كان يتكون الطاقم من حوالي 44-52 فردًا.

المهام: غواصة يو-73 كانت جزءًا من الهجوم الألماني على القوافل البحرية الحليفة. نفذت الغواصة العديد من الهجمات على السفن التجارية في المحيط الأطلسي. لكن يو-73 لم تكن مشهورة بقدرتها على تنفيذ هجمات ناجحة فحسب، بل أيضًا بأسلوبها في التهرب من الأعداء. من المهم أن نذكر أن غواصات "يو-بوت" عمومًا كانت تمثل تهديدًا كبيرًا للحلفاء خلال معظم سنوات الحرب.
المصير: غواصة يو-73 غرقت في 14 سبتمبر 1943 بعد أن تعرضت للهجوم من قبل الطائرات الحربية البريطانية.